# Halász Rita
Halász Rita (Budapest, 1980 –) magyar író, művészettörténész, tanár. 

## Élete
2017 óta írásai rendszeresen megjelennek irodalmi folyóiratokban (Alföld, Élet és Irodalom, Hévíz, Jelenkor, Prae, Tiszatáj). Első regénye 2020 októberében jelent meg Mély levegő címmel a Jelenkor Kiadó gondozásában, a Margó Irodalmi Fesztiválon mutatták be. 2021-ben elnyerte a legjobb első prózakötetes szerzőnek járó Margó-díjat, valamint beválogatták a Libri irodalmi díj tíz döntőse közé.
A budapesti Szépművészeti Múzeum munkatársa.